# Phrynium pubinerve
Phrynium pubinerve är en strimbladsväxtart som beskrevs av Carl Ludwig von Blume. Phrynium pubinerve ingår i släktet Phrynium och familjen strimbladsväxter. Inga underarter finns listade.